# Ascogrammitis cuencana
Ascogrammitis cuencana är en stensöteväxtart som först beskrevs av Georg Hans Emmo Wolfgang Hieronymus, och fick sitt nu gällande namn av Michael Sundue. Ascogrammitis cuencana ingår i släktet Ascogrammitis och familjen Polypodiaceae. Inga underarter finns listade.